# George Thorogood
George Thorogood est un musicien de blues et de rock originaire du Delaware aux États-Unis. Il a formé le groupe George Thorogood & the Destroyers au début des années 1970. Sa musique est souvent associée au monde biker, ainsi des titres comme Bad to the Bone ou Madison Blues apparaissent souvent sur des compilations Harley Davidson. Durant les années 1970, il mit sa carrière en pause pour commencer une nouvelle carrière dans le baseball.

## Discographie
- 1977 : George Thorogood & The Destroyers
- 1978 : Move It On Over
- 1979 : Better Than The Rest
- 1980 : More George Thorogood & The Destroyers
- 1982 : Bad To The Bone
- 1985 : Maverick
- 1986 : Live
- 1986 : Nadine
- 1988 : Born To Be Bad
- 1991 : Boogie People
- 1992 : The Baddest of George Thorogood and the Destroyers
- 1993 : Haircut
- 1995 : Live: Let's Work Together
- 1997 : Rockin' My Life Away
- 1999 : Half A Boy/Half A Man
- 1999 : Live In '99
- 2000 : Anthology
- 2000 : Encore Collection: Extended Versions
- 2003 : Ride 'Til I Die
- 2003 : Rounder Heritage Series: Who Do You Love?
- 2004 : 30Th Anniversary Tour Live in Europe
- 2006 : Hard Stuff
- 2007 : Sex in the city
- 2009 : The Dirty Dozen
- 2011 : 2120 South Michigan Ave.
- 2017 : Party Of One